# Fernão Gonçalves de Miranda
Fernão Gonçalves de Miranda foi um político português.

## Biografia
Fernão Gonçalves de Miranda era filho sacrílego de D. Martinho Afonso Pires de Miranda.
Foi 1.º Senhor de juro e herdade de Gouveia de Riba Tâmega e da Honra de Barbosa, Fidalgo do Conselho e Fidalgo da Casa Real.
A 1 de Maio de 1441, D. Afonso V de Portugal nomeia João Vasques, morador em Alenquer, Escudeiro de Fernão Gonçalves de Miranda, do seu Conselho, para o cargo de Sacador das terras régias, em substituição de Lopo Dias, que o deixara de exercer por mandado régio.
A 24 de Março de 1442, D. Afonso V doa a Fernão Gonçalves de Miranda, criado do Rei D. Duarte I de Portugal, uma tença anual de 10.000 reais brancos, a serem pagos pelo Almoxarifado de Aveiro, a partir de Janeiro de 1442, até que lhe sejam pagas as 1.000 coroas de ouro pelo seu casamento.
A 30 de Março de 1449, D. Afonso V confirma a Fernão Gonçalves de Miranda, criado de D. Duarte I, do seu Conselho, uma tença anual de 10.000 reais brancos, desde de 1 de Janeiro de 1442, até que lhe seja paga a tença de 1.000 coroas de ouro, pelo seu casamento.
A 14 de Novembro de 1469, D. Afonso V privilegia Fernão Gonçalves de Miranda, Fidalgo da sua Casa, concedendo-lhe licença para juntar as arras da mulher com quem casar à sua terra de Gouveia, na medida em que pertencem à coroa, contanto que entre as condições da carta de arras, fique sujeito a pagar pela dita terra.
A 18 de Agosto de 1473, D. Afonso V confirma a compra que D. Fernão de Sousa, do seu Conselho, fizera da terra de Gouveia em Riba Tâmega, pela quantia de 3.000 reais de prata a Fernão Gonçalves de Miranda, com todas as suas rendas, direitos, pertenças e jurisdições do cível e crime, com excepção da alçada e correição.
Casou com D. Branca de Sousa, filha de D. Afonso Vasques de Sousa, o Cavaleiro, e de sua mulher e parente, da qual foi segundo marido, D. Leonor Lopes de Sousa, filha sacrílega de D. Lopo Dias de Sousa e de Catarina Teles, da qual teve duas filhas:
- Beatriz de Miranda, primeira mulher de Estêvão de Brito, com geração extinta
- Filipa de Miranda, primeira mulher de Gabriel de Brito, com geração

Teve um filho bastardo:
- D. Fernão Gonçalves de Miranda, Bispo de Viseu, falecido em 1505